# Нудненко, Лидия Алексеевна
Лидия Алексеевна Нудненко (род. 30 марта 1947 или 1947, Тальменка, Алтайский край) — юрист, специалист по конституционному и муниципальному праву; выпускница юридического факультета Томского государственного университета (1971), доктор юридических наук с диссертацией об институтах непосредственной демократии (2001); профессор и заместитель заведующего кафедрой конституционного и муниципального права Российской академии правосудия (2002); профессор кафедры правового обеспечения государственной и муниципальной службы РАНХиГС (2014).

## Биография
Лидия Нудненко родилась 30 марта 1947 года в посёлке Тальменка, расположенном на территории одноимённого района в Алтайском крае. В 1965 году она получила среднее образование в школе № 31 города Барнаула и стала студенткой юридического факультета Томского государственного университета (ТГУ). В 1971 году она окончила юрфак ТГУ и в период с 1972 по 1975 год обучалась в аспирантуре на юридическом факультете Московского государственного университета имени М. В. Ломоносова (МГУ; очная форма). В 1975 году защитила кандидатскую диссертацию, выполненную под научным руководством профессора Степана Кравчука, по теме «Депутат Верховного Совета СССР (правовой статус)».
После этого Нудненко являлась доцентом на кафедре конституционного и международного права в Алтайском государственном университете; в 2000 году она стала старшим научным сотрудником на кафедре конституционного и муниципального права МГУ — с целью написания докторской диссертации. В следующем году она успешно защитила докторскую диссертацию по теме «Институты непосредственной демократии в системе местного самоуправления (вопросы теории и практики)» — стала доктором юридических наук. В 2002 году заняла позицию профессора и стала заместителем заведующего кафедрой конституционного и муниципального права, являвшейся частью Российской академии правосудия. В 2014 году перешла в РАНХиГС, где стала профессором на кафедре правового обеспечения государственной и муниципальной службы.

## Работы
Лидия Нудненко является автором и соавтором более 80 научных работ; специализируется на юридических проблемах непосредственной и представительной демократии:
- «Непосредственная демократия в системе местного самоуправления» (Барнаул, 2000);
- «Теория демократии» (М., 2001);
- «Конституционно-правовой статус депутата законодательного органа государственной власти в Российской Федерации» (СПб., 2004);
- «Институты непосредственной демократии в системе местного самоуправления: теоретические основы» (М., 2004).